# Championnat d'Europe de football des moins de 16 ans 1986
Navigation
Euro 1985 Euro 1987
La phase finale de l'édition 1986 du Championnat d'Europe de football des moins de 17 ans se déroule au printemps 1986 en Grèce. Le champion sortant, l'URSS, remet son titre en jeu face à 15 autres nations européennes.

## Tournoi Final

### Premier tour

#### Groupe A
| Équipe   | J | V | N | D | Bp | Bc | Diff | Pts |
| -------- | - | - | - | - | -- | -- | ---- | --- |
| Italie   | 3 | 2 | 1 | 0 | 4  | 0  | +4   | 5   |
| Écosse   | 3 | 2 | 0 | 1 | 6  | 2  | +4   | 4   |
| Portugal | 3 | 1 | 1 | 1 | 4  | 5  | -1   | 3   |
| Grèce    | 3 | 0 | 0 | 3 | 0  | 7  | -7   | 0   |

| 1er mai 1986 | Écosse | 5 – 1 | Portugal | La Canée |  |
|              |        |       |          |          |  |

| 1er mai 1986 | Italie | 3 – 0 | Grèce | La Canée |  |
|              |        |       |       |          |  |

| 3 mai 1986 | Italie | 1 – 0 | Écosse | Héraklion |  |
|            |        |       |        |           |  |

| 3 mai 1986 | Portugal | 3 – 0 | Grèce | Héraklion |  |
|            |          |       |       |           |  |

| 5 mai 1986 | Écosse | 1 – 0 | Grèce | Héraklion |  |
|            |        |       |       |           |  |

| 5 mai 1986 | Portugal | 0 – 0 | Italie | Héraklion |  |
|            |          |       |        |           |  |

#### Groupe B
| Équipe   | J | V | N | D | Bp | Bc | Diff | Pts |
| -------- | - | - | - | - | -- | -- | ---- | --- |
| Espagne  | 3 | 2 | 1 | 0 | 6  | 1  | +5   | 5   |
| Bulgarie | 3 | 1 | 2 | 0 | 3  | 2  | +1   | 4   |
| Norvège  | 3 | 0 | 2 | 1 | 1  | 3  | -2   | 2   |
| Suède    | 3 | 0 | 1 | 2 | 0  | 4  | -4   | 1   |

| 1er mai 1986 | Bulgarie | 1 – 0 | Suède | Athènes |  |
|              |          |       |       |         |  |

| 1er mai 1986 | Espagne | 2 – 0 | Norvège | Le Pirée |  |
|              |         |       |         |          |  |

| 3 mai 1986 | Espagne | 1 – 1 | Bulgarie | Athènes |  |
|            |         |       |          |         |  |

| 3 mai 1986 | Norvège | 0 – 0 | Suède | Le Pirée |  |
|            |         |       |       |          |  |

| 5 mai 1986 | Espagne | 3 – 0 | Suède | Le Pirée |  |
|            |         |       |       |          |  |

| 5 mai 1986 | Bulgarie | 1 – 1 | Norvège | Athènes |  |
|            |          |       |         |         |  |

#### Groupe C
| Équipe             | J | V | N | D | Bp | Bc | Diff | Pts |
| ------------------ | - | - | - | - | -- | -- | ---- | --- |
| Allemagne de l'Est | 3 | 2 | 1 | 0 | 5  | 2  | +3   | 5   |
| Tchécoslovaquie    | 3 | 1 | 1 | 1 | 5  | 3  | +2   | 3   |
| Danemark           | 3 | 1 | 1 | 1 | 4  | 3  | +1   | 3   |
| Autriche           | 3 | 0 | 1 | 2 | 1  | 7  | -6   | 1   |

| 1er mai 1986 | Danemark | 1 – 1 | Tchécoslovaquie | Thessalonique |  |
|              |          |       |                 |               |  |

| 1er mai 1986 | Allemagne de l'Est | 1 – 1 | Autriche | Thessalonique |  |
|              |                    |       |          |               |  |

| 3 mai 1986 | Allemagne de l'Est | 2 – 1 | Danemark | Thessalonique |  |
|            |                    |       |          |               |  |

| 3 mai 1986 | Tchécoslovaquie | 4 – 0 | Autriche | Thessalonique |  |
|            |                 |       |          |               |  |

| 5 mai 1986 | Danemark | 2 – 0 | Autriche | Thessalonique |  |
|            |          |       |          |               |  |

| 5 mai 1986 | Allemagne de l'Est | 2 – 0 | Tchécoslovaquie | Thessalonique |  |
|            |                    |       |                 |               |  |

#### Groupe D
| Équipe           | J | V | N | D | BP | Bc | Diff | Pts |
| ---------------- | - | - | - | - | -- | -- | ---- | --- |
| Union soviétique | 3 | 3 | 0 | 0 | 10 | 3  | +7   | 6   |
| Roumanie         | 3 | 1 | 0 | 2 | 3  | 5  | -2   | 2   |
| Pays-Bas         | 3 | 1 | 0 | 2 | 2  | 4  | -2   | 2   |
| France           | 3 | 1 | 0 | 2 | 3  | 6  | -3   | 0   |

| 1er mai 1986 | Union soviétique | 3 – 1 | Pays-Bas | Trikala |  |
|              |                  |       |          |         |  |

| 1er mai 1986 | France | 2 – 1 | Roumanie | Larissa |  |
|              |        |       |          |         |  |

| 3 mai 1986 | Pays-Bas | 1 – 0 | France | Trikala |  |
|            |          |       |        |         |  |

| 3 mai 1986 | Union soviétique | 3 – 1 | Roumanie | Larissa |  |
|            |                  |       |          |         |  |

| 5 mai 1986 | Union soviétique | 4 – 1 | France | Trikala |  |
|            |                  |       |        |         |  |

| 5 mai 1986 | Roumanie | 1 – 0 | Pays-Bas | Larissa |  |
|            |          |       |          |         |  |

### Demi-finales
| 8 mai 1986 | Espagne | 2 – 1 | Union soviétique | Le Pirée |  |
|            |         |       |                  |          |  |

| 8 mai 1986 | Italie            | 2 – 2 a. p. | Allemagne de l'Est | Athènes |  |
|            |                   |             |                    |         |  |
|            | Tirs au but 4 – 2 |             |                    |         |  |

### Match pour la3eplace
| 10 mai 1986 | Union soviétique  | 1 – 1 | Allemagne de l'Est | Athènes |  |
|             |                   |       |                    |         |  |
|             | Tirs au but 8 – 7 |       |                    |         |  |

### Finale
| 10 mai 1986 | Espagne                  | 2 – 1 | Italie     | Stade olympique d'Athènes, Athènes |  |
|             | Ménguez · Flagmini (csc) |       | Cappellini |                                    |  |

## Résultat
| Championnat d'Europe des - 16 ans 1986 - Vainqueur Espagne 1er titre |